# گمینا کارچو
گمینا کارچو (به لهستانی:  Gmina Karczew) یک گمینا در لهستان است که در شهرستان اوتووتسک واقع شده‌است. گمینا کارچو ۸۱٫۴۹ کیلومتر مربع مساحت و ۱۵٬۹۱۹ نفر جمعیت دارد.